# Wyspy Szczęśliwe
Wyspy Szczęśliwe (gr. Μακάριοι Νήσοι Makárioi Nḗsoi lub Wyspy Szczęśliwych stgr. Μακάρων Νῆσοι Makárōn Nḗsoi) – w mitologii greckiej część Hadesu – miejsce, dokąd (według niektórych wierzeń) mieli się udawać cnotliwi zmarli, by tam zaznawać wiekuistego spokoju.

## Identyfikacja i położenie
Lokowano je jako wyspy położone na zachód od Libii – za Słupami Heraklesa, na Atlantyku. Według niektórych wersji mitologii właśnie na tych wyspach – a nie w górach Atlasu – znajdować się miał Ogród Hesperyd. Szczegółowy ich opis podawał Pindar w Odach olimpijskich oraz jego naśladowcy, umiejscawiając tam postaci, takie jak: Achilles, Alkmena, Kadmos, Diomedes, Likos, Medea, Peleus, Penelopa, Radamantys i Telegon. W późniejszej mitologii identyfikowano je (przynajmniej co do funkcji) z Polami Elizejskimi, jak z miejscem uświęconym przez piorun (elyseum), gdzie Zeus poraził piorunem Semele. Taką informację podaje bizantyjska encyklopedia Suda oraz Ioannes Tzetzes (ok. 1110–1185), umiejscawiając jednak Pola Elizejskie w cytadeli (akropol) w Tebach, czyli rozumiejąc „Wyspy Szczęśliwe” tylko przenośnie.

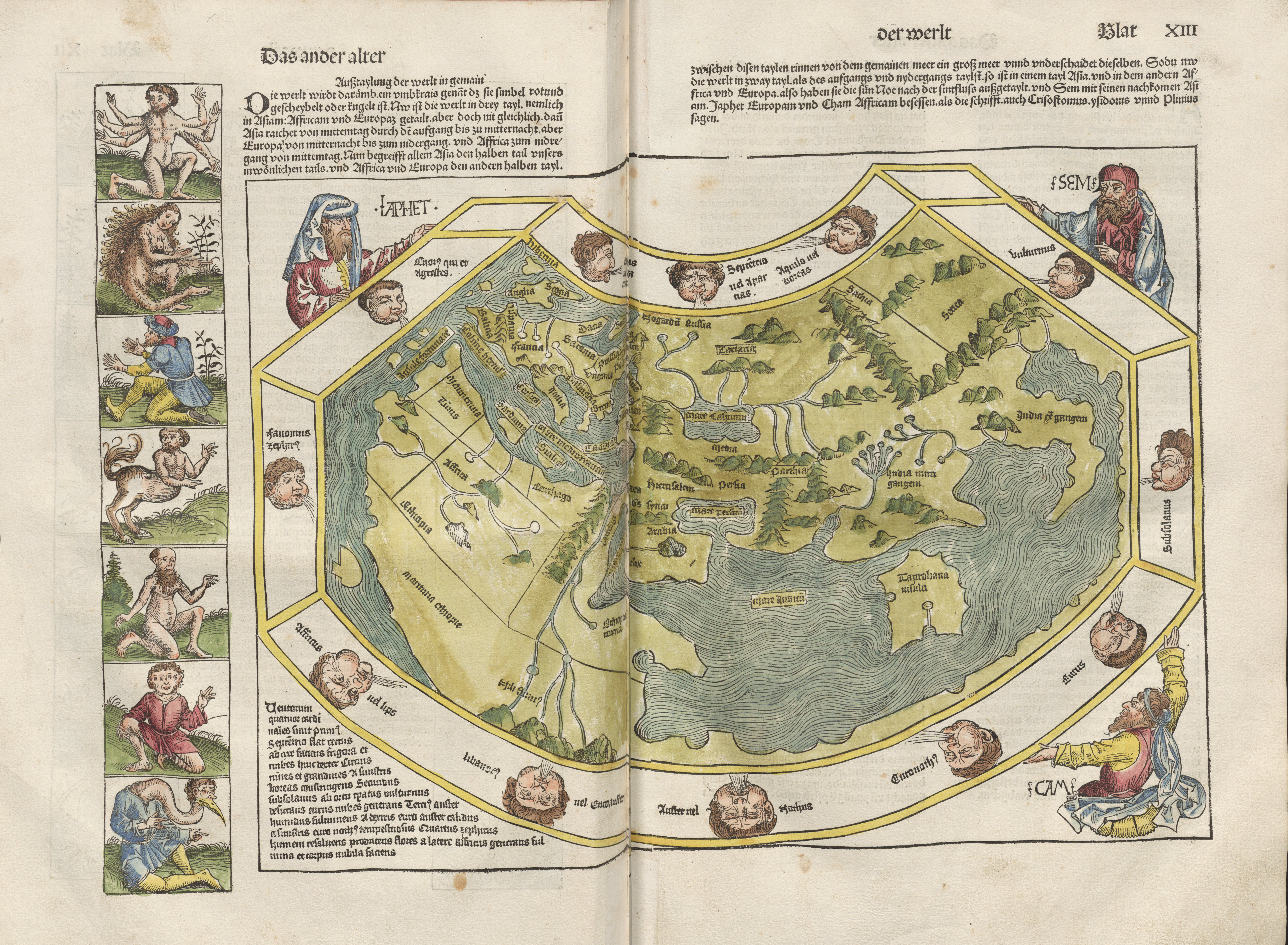
Mapa ze średniowiecznej kroniki, gdzie Trzy wyspy u północnych atlantyckich wybrzeży Afryki opisano jako Wyspy Szczęśliwe.

Przy innych próbach lokalizacji geograficznej toponimów mitologii greckiej Wyspy Szczęśliwe identyfikowane były często z Wyspami Kanaryjskimi. Wydaje się, że jako pierwszy takiej identyfikacji dokonał Flawiusz Filostrat utożsamiając Wyspy Szczęśliwe z wyspami mauretańskimi, nad którymi panował berberyjski król Numidii i Cezarei – Juba II. Poczynając od XII w. jako takie identyfikowali je zwłaszcza Portugalczycy i Hiszpanie. Idąc za tą identyfikacją, od gr. nazwy Wysp Szczęśliwych wulkaniczne wyspy położone na północno-wschodnim Atlantyku, przy wybrzeżach Europy i Afryki: Wyspy Kanaryjskie, Azory, Wyspy Zielonego Przylądka, Maderę z przylegającymi wyspami oraz Wyspy Dzikie (Selvagens) nazywa się łączną nazwą Makaronezji. Ta ostatnia nazwa ma znaczenie geofizyczne, botaniczne, a także używana jest w terminologii programów polityki regionalnej Unii Europejskiej.
Wyspy Szczęśliwe znane są też z mitologii celtyckiej jako Avalon, wyspa położona na zachodzie, gdzieś w obrębie Wysp Brytyjskich. Podobnie na zachodzie położona jest Czysta Ziemia buddy Amidy oraz Błogosławiona Kraina Aman. We wszystkich wersjach są archetypicznymi wyobrażeniami raju – miejsca szczęśliwego życia pozagrobowego.

## Znaczenie metaforyczne
Nazwę „Wyspy Szczęśliwe” nadaje się niekiedy także – metaforycznie innym wyspom i archipelagom, zwł. egzotycznym, na tzw. Morzach Południowych, gdzie życie wydaje się toczyć beztrosko, np. Grenadynom na Morzu Karaibskim, Wyspom Na Wietrze na Polinezji, a nawet Wyspom Alandzkim na północnym Bałtyku.

## „Wyspy szczęśliwe” jako motyw literacki i kulturowy
„Wyspy szczęśliwe” są symbolem rzeczywistości wymarzonej, wolnej od cierpień – życia pozagrobowego, życia wypełnionego sensem, marzeń godnych spełnienia (z tego względu towarzyszy on często sprawom związanym z mówieniem o przedwczesnej śmierci – zob. np. refleksje towarzyszące muzyce zespołu Katarsis czy refleksje onkologiczne o. Michała Zioło OP); albo po prostu lepszej przyszłości, czy nawet idylli, arkadii, rzeczywistości pozbawionej codziennych trosk. Dochodzi do tego motyw literacki oddalenia – „Samotnej wyspy” (zob. Thomas Merton, Nikt nie jest samotną wyspą). Są przedmiotem poszukiwań literackich od czasów starożytności. Najbardziej znane utwory podejmujące ten temat, choć nieopatrzone takim tytułem, to:
- Tomasz Morus (Thomas More) – Utopia;
- Ignacy Krasicki – Nauki mędrca Xaoo;
- Antoni Lange – Miasto Słońca;

W polskiej literaturze o Wyspach Szczęśliwych (wprost lub w metaforze) pisali m.in.:
- Jan Kochanowski – Tren X;
- Konstanty Ildefons Gałczyński – wiersz Prośba o wyspy szczęśliwe;
  - tytuł Wyspy Szczęśliwe nosi też wybór jego poezji wydany przez wyd. Książka i Wiedza w 2000 i 2004 ISBN 83-05-13359-1;
  - na motywach twórczości Gałczyńskiego Piwnica przy Krypcie w Szczecinie przedstawiła spektakl A ty mnie na wyspy szczęśliwe zawieź w reżyserii Małgorzaty Iwańskiej, premiera: 25 października 2003;
- Andrzej Zeyland – powieść Wyspy Szczęśliwe – Wydawnictwo Poznańskie, Poznań 1972.

Pod takim tytułem przełożono także:
- Paul Tyler, Wyspy Szczęśliwe. Co to za szelest. To sypie się... – proza, fantastyka, Wydawnictwo Pandit, 2005, ISBN 83-88866-23-0

Wyspy Szczęśliwe to także tytuł:
- czarno-białego filmu TVP (1972) – reż. Stanisław Brejdygant, grali m.in. Joanna Duchnowska, Gustaw Holoubek (doktor), Aleksandra Śląska i Zbigniew Zapasiewicz;
- trio fortepianowego Barbary Kaszuby wykonywanego przez Piotra Żukowskiego;
- utworu soft-rock zespołu Katarsis (Andrzej Kozik i Roman Załęski).

Nawiązują w tytule do Wysp Szczęśliwych:
- Jacek Kaczmarski – refleksje z Australii z 2000 pt. Uciec na wyspy szczęśliwe;
- Jerzy Grunwald (muzyka) i Włodzimierz Ściłowski, ps. Wiktor Leliwa (tekst) – płyta Muza NO698/SP412 Płynę na wyspy szczęśliwe.